# Boubacar Barry
Boubacar "Copa" Barry (n. 30 decembrie 1979) este un fotbalist ivorian cu origini din Guineea, care joacă pentru Lokerendin iulie 2007.

## Legături externe
- Boubacar Barry pe site-ul National-Football-Teams.com